# Sarah Bowdich Lee
Sarah Bowdich Lee (* 10. September 1791 in Colchester als Sarah Wallis; † 23. September 1856 in Erith, Kent) war eine britische Naturkundlerin, Autorin und Illustratorin.

## Leben
Sarah Wallis wurde 1791 in Colchester als Tochter eines Krämers und Leinenhändlers geboren; beide Elternteile waren Unitarier. Trotz dieser nonkonformen Haltung war die Familie wohlhabend, ehe ihr Vater 1802 in Konkurs ging. Wenige Jahre später zog die Familie nach London, wo Wallis den gleichaltrigen Thomas Edward Bowdich (1791–1824) kennenlernte und 1813 heiratete. Über die nächsten Jahre wurde das Ehepaar Eltern von fünf Kindern, von denen zwei früh starben. Die Bowdichs verbrachten parallel jedoch viel Zeit mit Reisen, begonnen mit einer Reise zu Pferd durch Wales. 1814 erhielt ihr Ehemann eine Anstellung bei der Royal African Company, woraufhin er 1815 nach Cape Coast Castle im heutigen Ghana reiste. Sarah Bowdich folgte ihm 1816, nur um festzustellen, dass ihr Ehemann in der Zwischenzeit temporär nach London zurückgekehrt war. Das Warten auf seine Rückkehr vertrieb sie sich mit Studien der einheimischen Kultur und Natur, gefolgt von einer Expedition mit ihrem Ehemann zum Volk der Aschanti. 1818 kehrte das Ehepaar mit einem Zwischenhalt in Gabun, wo man die lokale Natur studierte, nach Europa zurück. In dieser Zeit war Lee zur wohl ersten europäischen Frau geworden, die systematische naturkundliche Forschungen in Westafrika betrieben hatte. Wenngleich nicht formal als Autorin erwähnt, steuerte sie ihre Beobachtungen auch zum Hauptwerk ihres Ehemannes bei, Missions from Cape Coast Castle to Ashantee (1819).
Nach der Rückkehr nach London versuchte das Ehepaar erfolglos, Unterstützung für eine naturkundliche Expedition nach Sierra Leone zu gewinnen. Daher visierten sie eine eigenständig finanzierte Expedition an. Um akademisch auf den neuesten Stand gebracht zu werden, reisten die Bowdichs zunächst nach Paris. Beide wurden dort zu Protégés des französischen Naturforschers Georges Cuvier, der sie fachlich ausbildete und ihnen freien Zugang zu seiner Sammlung und Bibliothek gewährte. Neben Cuvier studierten die beiden auch unter Alexander von Humboldt und Jean-Baptiste Biot. Um ihren Lebensunterhalt zu verdienen, übersetzten die Bowdichs in dieser Zeit Fachliteratur aus dem Französischen ins Englische, teils ergänzt um Illustrationen von Sarah. Ein besonderer Fokus lag den Umständen entsprechend auf naturkundlichen Texten und Berichten über Westafrika. Mit Taxidermy publizierte Sarah Bowdich 1820 anonym auch ein eigenes Buch. Angesichts ihres Fachwissens wurde sie im gleichen Jahr als Mitglied in die Wetterauische Gesellschaft aufgenommen. Im Sommer 1822 reisten die Bowdichs wieder gen Afrika und machten nach einem Zwischenstopp in Lissabon zunächst für 15 Monate Halt auf Madeira, wo sie ausführlich die Natur der Insel untersuchten. Nach der Ankunft in Bathurst am Gambia im November 1823 erkrankte ihr Ehemann schwer und starb im Januar 1824. Anstatt wie geplant nach Freetown weiterzureisen, kehrte Bowdich daher verwitwet und mit der alleinigen Verantwortung für drei Kinder nach London zurück. Dort gedachte sie, mit ihren naturkundlichen Forschungen fortan ihren Lebensunterhalt zu verdienen. Kurzfristige Abhilfe verschaffte ihr eine Spendensammlung ihrer Freunde. Mit einigen Ergänzungen zur Natur Gambias gab sie zunächst 1825 das letzte Manuskript ihres Ehemannes, Excursions in Madeira and Porto Santo, heraus. Hier stellte sie auch einige Erstbeschreibungen auf und wurde so zur ersten Frau, die eine neue Pflanzengattung entdeckte. Eine zweite, 1826 eingegangene Ehe mit dem Gerichtsschreiber Robert Lee machte sie erst 1829 öffentlich; bis dahin nutzte sie weiterhin den Namen Sarah Bowdich.
Ab 1824 arbeitete Bowdich wieder eng mit Georges Cuvier zusammen, den sie regelmäßig in Paris besuchte. Neben Cuvier assistierte sie in diesem Jahr auch dem Botaniker Robert Brown und dem Arzt Thomas Hodgkin. Von 1826 bis 1844 steuerte sie ferner regelmäßig Beiträge zu den Jahrbüchern Rudolph Ackermanns bei. Parallel verfasste sie auch ein Dutzend Artikel für das Magazine of Natural History. In den späten 1820er Jahren veröffentlichte sie in geringer Auflage für einen ausgewählten Kundenkreis das von ihr verfasste und illustrierte Buch The Fresh-Water Fishes of Great Britain, das in 48 handgemalten Illustrationen eine Auswahl britischer Süßwasserfische zeigte. 1833 veröffentlichte sie eine Biografie ihres ein Jahr zuvor verstorbenen Lehrers Georges Cuvier. Einige ihrer Monografien, darunter auch die Cuvier-Biografie, erschienen kurz nach der Publikation in London auch in französischer Übersetzung in Paris. Nachdem sie Ende der 1830er Jahre ihre sterbenskranke Mutter gepflegt hatte, geriet Bowdich Lee in finanzielle Not und intensivierte daher in den frühen 1840er Jahren ihr Schaffen. In den folgenden Jahren veröffentlichte sie 17 Bücher und fünf Kurzgeschichten, einige davon auch in der schönen Literatur. Die drei Hauptwerke jener Zeit waren das Lehrbuch Elements of Natural History (1844) und die naturkundlichen Bücher Anecdotes of the Habits and Instinct of Animals (1852) und Anecdotes of the Habits of Birds, Reptiles and Fishes (1853). Parallel entwickelte sie auch ihr Schaffen als Illustratorin weiter und begann, einige größere Gemälde von Blumen und anderen Pflanzen zu malen und zu verkaufen. 1843 stellte sie in der Royal Academy of Arts aus. 1854 erhielt sie eine Leibrente der britischen Regierung. Ab Anfang 1856 bei schwacher Gesundheit, zog Bowdich Lee von London zu ihrer Tochter nach Erith, Kent, wo sie im September desselben Jahres 65-jährig verstarb.

## Werke (Auswahl)
Fach- und Sachliteratur
- Taxidermy or The Art of Collecting, Preparing, and Mounting Objects of Natural History. For the Use of Museums and Travellers. With Plates. Longman, Hurst, Rees, Orme, and Brown, London 1820.
- mit Thomas Edward Bowdich: Excursions in Madeira and Porto Santo, during the Autumn of 1823, while on his Third Voyage to Africa. George B. Whittaker, London 1825.
  - Excursions dans les isles de Madère et de Porto Santo. Zwei Bände. F. G. Levrault, Paris 1826.
- The Fresh-Water Fishes of Great Britain. Ackermann, London 1828–1838.
- Memoirs of Baron Cuvier. Longman, Rees, Orme, Brown, Green, & Longman, London 1833.
  - Mémoires du Baron Georges Cuvier. H. Fournier, Paris 1833.
- Elements of Natural History, for the Use of Schools and Young Persons: Comprising the Principles of Classification, Interspersed with Amusing and Instructive Original Accounts of the Most Remarkable Animals. Longman, Brown, Greeen and Longmans, London 1844.
- Anecdotes of the Habits and Instincts of Animals. Illustriert von Harrison Weir. Grant and Griffith, London 1852.
- Anecdotes of the Habits and Instincs of Birds, Reptiles, and Fishes. Illustriert von Harrison Weir. Grant and Griffith, London 1852.

Schöne Literatur
- Stories of Strange Lands; and Fragments from the Notes of a Traveller. Edward Moxon, London 1835.
- The African Wanderers; or, The Adventures of Carlos and Antonio: Embracing Interesting Descriptions of the Manners and Customs of the Western Tribes, and the Natural Productions of the Country. Grant and Griffith, London 1850.
- Adventurs in Australia; or, The Wanderings of Captain Spencer in the Bush and the Wilds: Containing Accurate Descriptions of the Habits of the Natives, and the Natural Productions and Features of the Country. Grand and Griffith, London 1851.
- Playing At Settlers; or, The Faggot House. Grant and Griffith, London 1855.